# التيار الشيوعي الدولي
التيار الشيوعي الدولي (ICC) هو منظمة دولية شيوعية يسارية . تأسست في مؤتمر عقد في يناير 1975 حيث أُسِّسَت كمنظمة مركزية لها فروع في فرنسا وبريطانيا وإسبانيا والولايات المتحدة وإيطاليا وفنزويلا .  وسوف تستمر في إنشاء أقسام في بلجيكا وألمانيا وهولندا والسويد والهند وتركيا والفلبين والبرازيل وبيرو والإكوادور والمكسيك . نشرت التيار الشيوعي الدوليالعدد الأول من مجلتها النظرية International Review في أبريل 1975، ومنذ ذلك الحين تنشرها كل ثلاثة أشهر، خاصة باللغات الإنجليزية والفرنسية والإسبانية.

## تاريخ
في عام 1976، عقدت التيار الشيوعي الدولي أول مؤتمر دولي لها؛ وكان من بين المشاركين جان أبيل ، وهو من قدامى المحاربين في الثورة الألمانية وانتفاضة الرور عام 1920. وفي السنوات التي تلت ذلك، فُتح أيضًا الاتصال مع أونوراتو دامن من الحزب الشيوعي الأممي في إيطاليا، ومع كاجو بريندل من داد أون جيداتشتي في هولندا. 
في عام 1977، بعد عامين من تشـكيل التيار الشيوعي الدوليومنظمة العمال الشيوعيين ، غادر قسما أبردين وإدنبره من منظمة العمال الشيوعية للانضمام إلى التيار الشيوعي الدولي.  وفي عام 1981، انفصل العديد من هؤلاء الأعضاء عن التيار الشيوعي الدولي ليشكلوا مجموعة النشرة الشيوعية .
مع وفاة مـارك شيريك في عام 1990، بـعد أن أمـضى آخـر 15 عامًـا من حياته في المـنظمة، نـشرت التيار الشيوعي الدولي ملخصًا موجزًا عن حياته.  

## المواقف السياسية والتدخلات
تحدد التيار الشيوعي الدولي مواقفها السياسية في مواقفها الأساسية القصيرة المنشورة على ظهر كل منشورات التيار الشيوعي الدولي وكذلك في بياناتها وبرنامجها.  وهي تدعي أنها خلقت "توليفة" من العناصر المختلفة للتقاليد الشيوعية اليسارية، ولا سيما تلك التي استهدفها فلاديمير لينين في كتابه الشهير "الشيوعية اليسارية: اضطراب طفولي : ضد المشاركة في البرلمان أو النقابات العمالية"، و ضد "الدخول" في الأحزاب الاشتراكية الديمقراطية أو العمالية أو الشيوعية أو التروتسكية .  لكنهم في الوقت نفسه يرفضون أنواع المجالس التي ترفض الثورة الروسية ، قائلين إنها تعبر عن "حركة بعيدة عن مفاهيم الماركسية الثورية". 
تحدد "المواقف الأساسية" المنشورة على ظهر كل منشورات التيار الشيوعي الدولينشاط المنظمة على النحو التالي:
- " التوضيح السياسي والنظري لأهداف وأساليب النضال البروليتاري وظروفه التاريخية والمباشرة.
- التدخل المنظم، الموحد والمركزي على المستوى الدولي، من أجل المساهمة في العملية التي تؤدي إلى العمل الثوري للبروليتاريا.
- إعادة تجميع الثوريين بهدف تشكيل حزب شيوعي عالمي حقيقي، لا غنى عنه للطبقة العاملة من أجل الإطاحة بالرأسمالية وإنشاء مجتمع شيوعي. "

منذ البداية، أولت التيار الشيوعي الدولي أهمية كبيرة لإعادة نشر ونقد نصوص الحركة العمالية.  صدرت على مر السنين عدد من الكتب والنصوص منها:
- تاريخ اليسار الشيوعي البريطاني [10]
- تاريخ اليسار الشيوعي الروسي [11] (تضمنت الإصدارات الأخيرة من المجلة الدولية طبعة كاملة لم تكن متاحة سابقًا لوثيقة كتبها جافريل مياسنيكوف [12] )
- تاريخ اليسار الشيوعي الإيطالي
- تاريخ اليسار الشيوعي الهولندي والألماني [13]
- تاريخ الجناح اليساري للحزب الشيوعي التركي

حُدِّد مفهوم التيار الشيوعي الدولي للنشاط العملي ضمن النضالات اليومية للطبقة العاملة في "الرد على منتقدينا".  شارك القسم الفرنسي للمنظمة بشكل كبير في نضال عمال الصلب في عام 1979.  وقد عرّفت التيار الشيوعي الدولي نفسها بأنها مناهضة للماسونية ، مشيرة إلى أن "أعداء البروليتاريا هؤلاء، بصفتهم مستغلين للطبقات، يستخدمون بالضرورة السرية والخداع ضد بعضهم البعض وضد الطبقة العاملة". 

## أحزاب الأعضاء
| دولة                  | حزب                  | تأسست |
| --------------------- | -------------------- | ----- |
| إيطاليا</img> إيطاليا | الحزب الشيوعي الدولي | 1952  |
| فنزويلا</img> فنزويلا | الأممية              | 1964  |

## المنشورات
تنشر التيار الشيوعي الدوليتقريرها النظري الدولي الفصلي باللغات الإنجليزية والفرنسية والإسبانية.
تنشر بانتظام مقالات تحريضية (في صحافتها المطبوعة و/أو على موقعها على الإنترنت)، باللغات التالية: الإنجليزية والفرنسية والإسبانية والألمانية والإيطالية والهولندية والتركية والتاغالوغية والبرتغالية.
كما أنها تنشر بشكل أقل انتظامًا أو أحيانًا باللغات الروسية والهندية والبنغالية والكورية والفارسية واليابانية والسويدية.
كما نشرت نصوصًا أساسية باللغات اليونانية والفنلندية والصينية والعربية والمجرية.

### الهند
الأممية الشيوعية هي صحافة التيار الشيوعي الأممي في الهند . وتنشر المنشورات والمنشورات والبيانات باللغات الإنجليزية والهندية والبنغالية .

## ملحوظات
1. ↑  "Report on the International Conference | International Communist Current". مؤرشف من الأصل في 2023-01-30.
2. ↑  Bourseiller, p463-464
3. ↑  "The CWO: Past, present and future (Text by the Aberdeen and Edinburg seceders) | International Communist Current". مؤرشف من الأصل في 2023-05-29.
4. ↑  "Marc, Part 1: From the Revolution of October 1917 to World War II | International Communist Current". مؤرشف من الأصل في 2012-07-10.
5. ↑  "Marc, Part 2: From World War II to the present day | International Communist Current". مؤرشف من الأصل في 2012-07-10.
6. ↑  "What is the ICC? | International Communist Current". مؤرشف من الأصل في 2024-03-24.
7. ↑  "Basic Positions | International Communist Current". مؤرشف من الأصل في 2013-04-15.
8. ↑  Contribution to a history of the revolutionary movement: Introduction to the Dutch-German Left accessed 14 January 2012 نسخة محفوظة 2012-07-09 at Archive.is
9. ↑  Authier and Barrot's La Gauche Communiste en Allemagne mentions the critique of Daad en Gedachte published in the second issue of the International Review http://en.internationalism.org/node/2511
10. ↑  Cited in Spartacus educational resources: https://spartacus-educational.com/TUbsp.htm نسخة محفوظة 2015-04-01 at Archive.is
11. ↑  Cited in Pirani، Simon (2008). The Russian Revolution in Retreat, 1920-24. Routledge. ISBN:9780415437035. مؤرشف من الأصل في 2024-06-01. اطلع عليه بتاريخ 2012-01-14.
12. ↑  "The Communist Left in Russia | International Communist Current". مؤرشف من الأصل في 2013-04-15.
13. ↑  "Order publications from the ICC | International Communist Current". مؤرشف من الأصل في 2024-03-24.
14. ↑  "On the intervention of revolutionaries: Reply to our critics | International Communist Current". مؤرشف من الأصل في 2013-04-15.
15. ↑  Bourseiller, p479
16. ↑  "Workers' Movement: Marxism against Freemasonry". International Communist Current. مؤرشف من الأصل في 2018-12-29. اطلع عليه بتاريخ 2015-02-02.